# Náměstí Syntagma

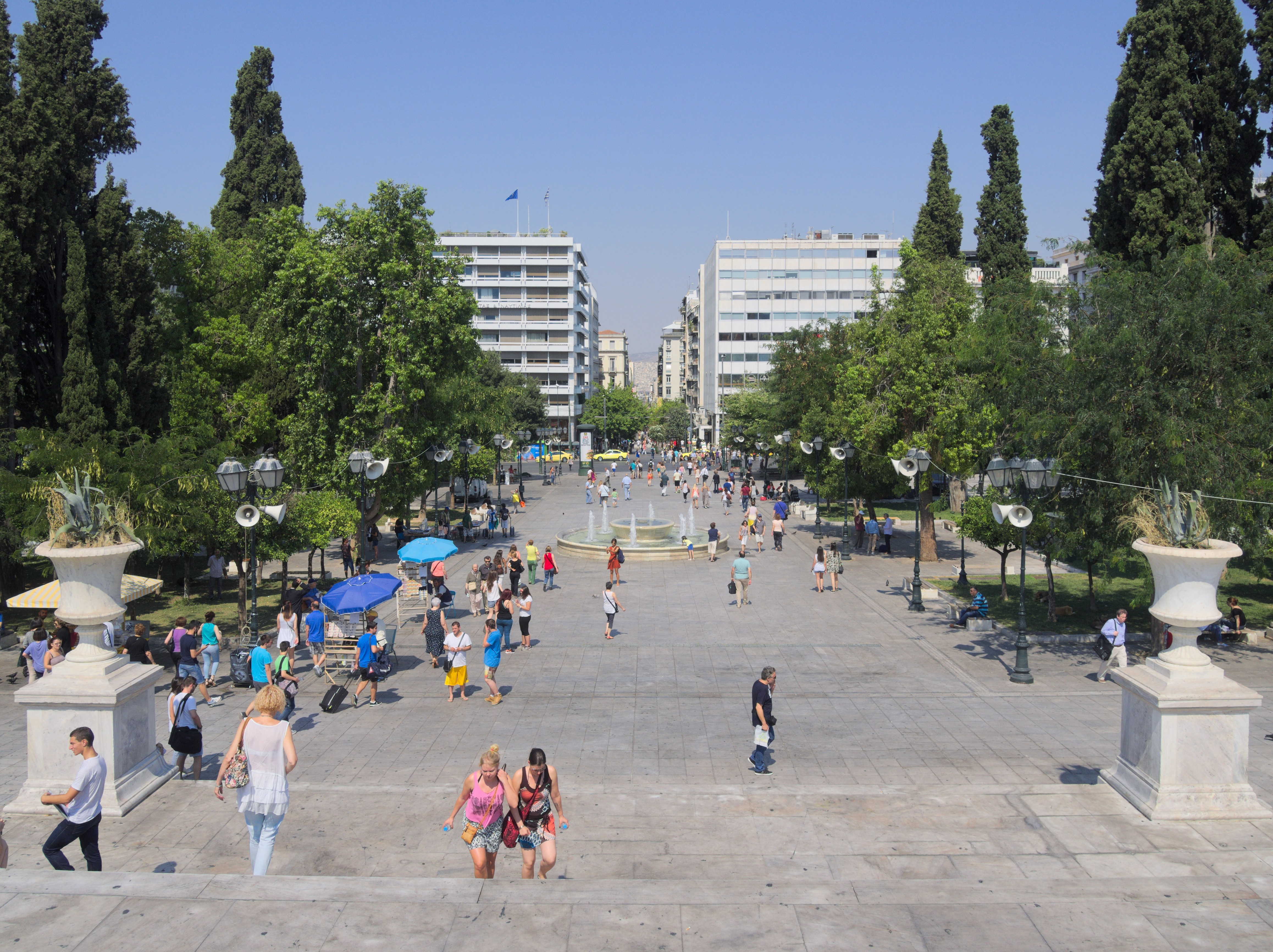
Náměstí Syntagma, pohled z ulice Vasilissis Amalia (2015)

Náměstí Syntagma (řecky Πλατεία Συντάγματος) je ústřední athénské náměstí, místo historického významu a jedno z nejdůležitějších center dění ve městě. Nachází se před Starým královským palácem, od roku 1934 sídlem řeckého parlamentu.

## Historie
Náměstí je pojmenováno podle řecké ústavy z roku 1844, kterou musel po nepokojích v předchozím roce vydat král Ota I. Bylo navrženo a postaveno začátkem 19. století – krátce poté, co král Ota I. v roce 1834 přesunul hlavní město nově vzniklého Řeckého království z Nafplia do Atén; dalším významným prostranstvím bylo náměstí Omonoia. V letech 2010–2012 bylo náměstí Syntagma dějištěm masových protestů proti úsporným opatřením přijatým v návaznosti na národní dluhovou krizi.